# Циркус Фламиниус
Циркус Фламиниус (на латински: Circus Flaminius; на италиански: Circo Flaminio) е арена в Древен Рим.
Построен през 221 – 220 пр.н.е. от цензора Гай Фламиний и е наречен на него.  Намира се на Марсово поле близо до Театъра на Марцел, между Тибърския остров и хълма Капитолий.
На него се провеждат плебейските игри (ludi plebeii). Използва се до 4 век. На него се намирал главният храм на Нептун. От Цирка не е останало днес нищо.